# Cneo Domicio Enobarbo (cónsul 32)

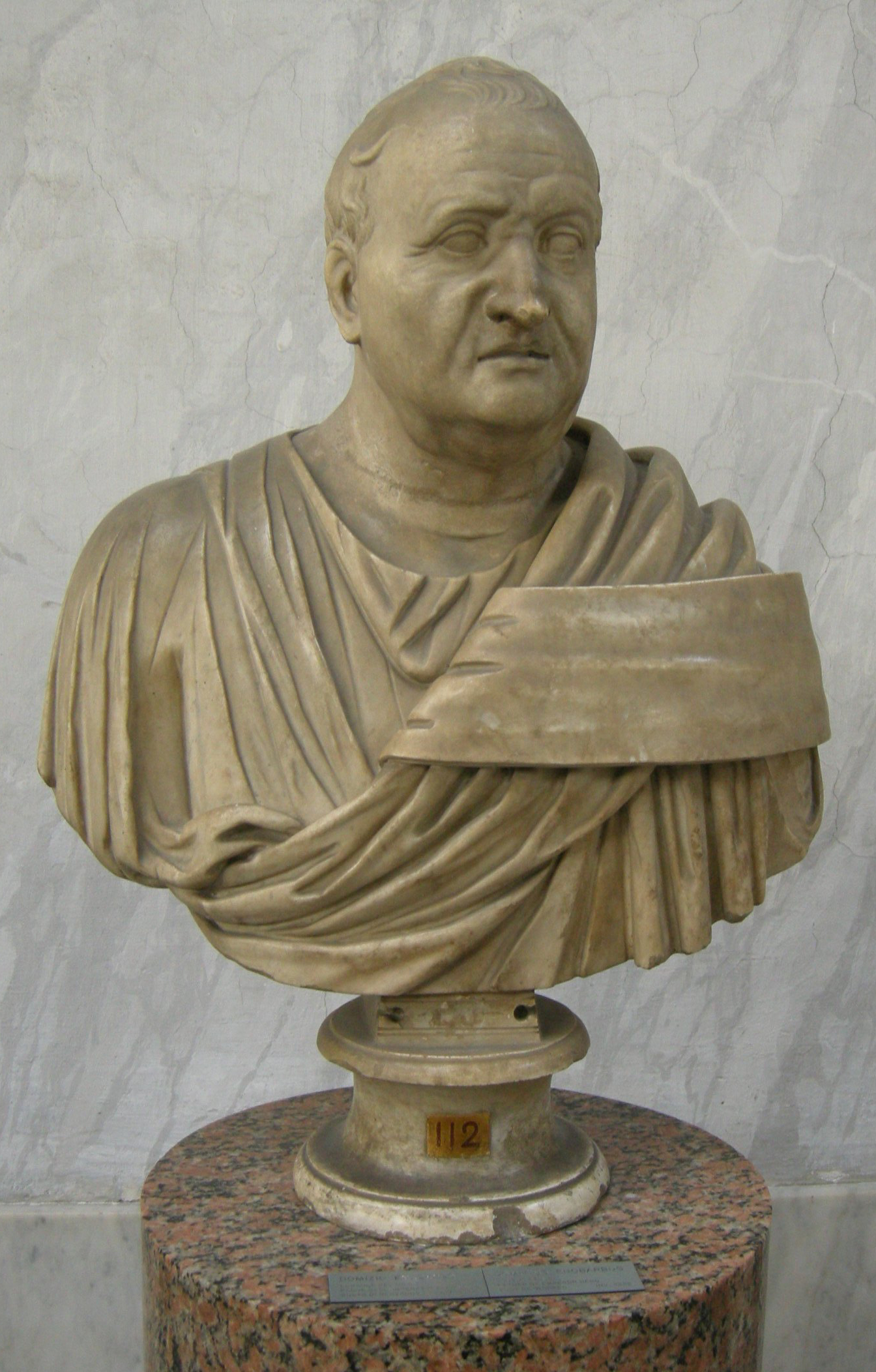
Cneo Domicio Enobarbo, padre de Nerón.

Cneo o Gneo Domicio Enobarbo (en latín, Gnaeus Domitius Ahenobarbus; 11 de diciembre de 17 a. C.-enero de 40) fue un político romano, estrechamente relacionado y emparentado con los componentes de la dinastía Julio-Claudia. Domicio era el único hijo varón de Antonia la Mayor (sobrina de César Augusto e hija de Marco Antonio y Octavia la Menor) y Lucio Domicio Enobarbo. Sus hermanas fueron Domicia y Domicia Lépida. Fue cuñado y primo segundo del emperador Calígula, primo hermano del emperador Claudio y padre biológico del emperador Nerón.	

## Vida

Esquema familiar de los Domitii Ahenobarbi

Domicio, estrechamente emparentado con los emperadores que gobernaron el Imperio romano durante los dos primeros tercios del siglo I, es descrito por Suetonio como «despreciable y deshonesto». Prestó servicio junto a su primo segundo Cayo César en oriente. Cayo era hijo de Marco Vipsanio Agripa y Julia la Mayor, hija de Augusto. Domicio fortaleció su amistad con este al matar a un liberto porque se negó a tomar el vino que él le indicaba. En la Vía Apia atropelló deliberadamente a un niño que estaba jugando con su muñeca y en el Foro Romano sacó un ojo a un caballero o miembro del orden ecuestre (caballero romano) porque éste supuestamente le «había criticado abiertamente».
Realizó diversas malversaciones de fondos públicos durante su carrera. Cuando fue elegido pretor, se quedó con el premio de las carreras de carros. Los administradores se quejaron, pero Domicio decretó que a partir de ese momento los premios se pagarían en el acto. El emperador Tiberio le acusó de traición, adulterio con una mujer noble e incesto con su hermana; sin embargo, la muerte de Tiberio le libró de la ejecución. Era también conocido en Roma por ser un gran mujeriego.
Se casó en el año 28 con su prima segunda Agripina la Menor tras el decimotercero cumpleaños de la novia. Tiberio lo organizó y ordenó que el matrimonio se celebrara en la capital. Domicio era muy rico; sin embargo, decidieron aparentemente vivir entre Roma y Antium, lugar de nacimiento de su único hijo, el emperador Nerón.
Fue nombrado cónsul en 32 y Tiberio le nombró comisionado a principios de 37. Su hijo Nerón nació el 15 de diciembre de 37. Según Suetonio, cuando la gente acudió a felicitar a los padres, Domicio dijo que cualquier hijo nacido de él y de su esposa tendría un carácter detestable y se convertiría en un peligro público: «Nada bueno puede salir de una unión entre Agripina y yo».
Murió de un edema en Pyrgi (antigua ciudad etrusca) en enero de 40. Nerón heredó un tercio de la fortuna de su padre; sin embargo, el emperador Calígula, que también aparecía nombrado en el testamento, se quedó con la mayor parte de la herencia del joven. Cuando Claudio ascendió al trono restauró al joven Nerón su fortuna.

## Legado
La viuda de Domicio, Agripina, se casó tras la muerte de su esposo con el emperador Claudio, que adoptó a su hijo como heredero con el nombre de Nerón Claudio Druso César Germánico. Nerón exaltó la memoria de su padre biológico y ordenó al Senado que erigiera una estatua en su honor.
En el Ara Pacis (altar de la época Augusta), aparecen retratados Domicio y su hermana mayor Domicia. La mujer que está detrás de Domicio y Domicia es su madre Antonia la Mayor junto a su esposo Lucio Domicio Enobarbo.